# Mistrzostwa Panamerykańskie w Judo 2020
Mistrzostwa panamerykańskie odbywały się w dniach 20–22 listopada 2020 roku w Guadalajarze. W tabeli medalowej tryumfowali judocy z Brazylii.

## Klasyfikacja medalowa
Gospodarz zawodów został zaznaczony kolorem.
| Miejsce | Państwo           |    |    |    | Razem |
| ------- | ----------------- | -- | -- | -- | ----- |
| 1       | Brazylia          | 4  | 6  | 4  | 14    |
| 2       | Kanada            | 4  | 0  | 3  | 7     |
| 3       | Kuba              | 2  | 1  | 3  | 6     |
| 4       | Portoryko         | 1  | 1  | 0  | 2     |
| 5       | Argentyna         | 1  | 0  | 2  | 3     |
| .       | Ekwador           | 1  | 0  | 2  | 3     |
| 7       | Panama            | 1  | 0  | 0  | 1     |
| 8       | Stany Zjednoczone | 0  | 3  | 3  | 6     |
| 9       | Meksyk            | 0  | 2  | 1  | 3     |
| 10      | Wenezuela         | 0  | 1  | 2  | 3     |
| 11      | Peru              | 0  | 0  | 3  | 3     |
| 12      | Dominikana        | 0  | 0  | 2  | 2     |
| .       | Chile             | 0  | 0  | 1  | 1     |
| .       | Kostaryka         | 0  | 0  | 1  | 1     |
| Razem   | Razem             | 14 | 14 | 27 | 55    |

## Medaliści

### Mężczyźni
| Konkurencja: | Złoto:           | Srebro:           | Brąz:                                  |
| −60 kg       | Eric Takabatake  | Adonis Diaz       | Lenin Preciado Steven Morocho          |
| −66 kg       | Daniel Cargnin   | Osniel Solís      | Tal Almog Orlando Polanco              |
| −73 kg       | Antoine Bouchard | Eduardo Barbosa   | Gilberto Cardoso Alonso Wong           |
| −81 kg       | Adrián Gandía    | Eduardo Yudy      | Medickson del Orbe Luis Ángeles Sotelo |
| −90 kg       | Iván Silva       | Rafael Macedo     | Zachary Burt Colton Brown              |
| −100 kg      | Shady El Nahas   | Rafael Buzacarini | Robert Florentino Kyle Reyes           |
| ponad 100 kg | Andy Granda      | Rafael Silva      | Marc Deschenes David Moura             |

### Kobiety
| Konkurencja: | Złoto:                      | Srebro:            | Brąz:                             |
| −48 kg       | Paula Pareto                | Edna Carrillo      | Keisy Perafán Mary Dee Vargas     |
| −52 kg       | Ecaterina Guica             | Luz Olvera         | Larissa Pimenta Nahomys Acosta    |
| −57 kg       | Miryam Roper                | Leilani Akiyama    | Jéssica Pereira Arnaes Odelín     |
| −63 kg       | Catherine Beauchemin-Pinard | Anriquelis Barrios | Alisha Galles Ketleyn Quadros     |
| −70 kg       | Maria Portela               | María Pérez        | Chantal Wright Elvismar Rodríguez |
| −78 kg       | Vanessa Chalá               | Nefeli Papadakis   | Karen León Diana Brenes           |
| ponad 78 kg  | Maria Suelen Altheman       | Beatriz Souza      | Yuliana Bolívar                   |